# Grad Supetar
Grad Supetar är en stad i Kroatien.   Den ligger i länet Dalmatien, i den södra delen av landet, 270 km söder om huvudstaden Zagreb. Grad Supetar ligger på ön Brač.